# دومينيك مالي
دومينيك مالي (بالسلوفاكية: Dominik Malý)‏ هو لاعب كرة قدم سلوفاكي في مركز الوسط، ولد في 24 يناير 1996 في دونيسكا ستريدا في سلوفاكيا. لعب مع نادي سلوفان براتيسلافا ونادي سينيتسا.

## وصلات خارجية
- دومينيك مالي على موقع قاعدة بيانات كرة القدم.إي يو (الإنجليزية)
- دومينيك مالي على موقع Soccerway.com (الإنجليزية)